# Adolphe Grognier
Pour les articles homonymes, voir Grognier.
Jean-Baptiste Grognier, dit Adolphe Grognier, également connu sous le pseudonyme de Jean-Baptiste Quélus, est un comédien et un chanteur lyrique né le 14 janvier 1813 à Aurillac et décédé le 14 décembre 1883 à Bruxelles.

## Biographie
Fils de l'avocat Louis-Furcy Grognier et d'Hélène Caylus, matelot, puis comédien, il rencontre à Lyon la jeune Rachel en 1843  dont il s'éprend et dont il rejoint quelque temps la troupe.
Il sera ensuite longtemps professeur de déclamation et de chant au Conservatoire royal de Bruxelles où une de ses dernières élèves sera sa compatriote Emma Calvé. Il sera nommé deux fois directeur du Théâtre de la Monnaie de Bruxelles, en 1854 et en 1856.

## Distinction
Chevalier de l'Ordre de Léopold.

## Quelques ouvrages
- Études dramatiques et oratoires, conseils aux comédiens et aux chanteurs, Bruxelles, éditions De Dietrie-Thomson, 1858